# Arriba (Colorado)
Pour les articles homonymes, voir Arriba (homonymie).
Arriba est une ville américaine située dans le comté de Lincoln dans le Colorado.
Selon le recensement de 2010, Arriba compte 193 habitants. La municipalité s'étend sur 0,44 milles carrés (1,14 km2).
La ville doit son nom à situation à une altitude de 1 597 mètres, au-dessus (arriba en espagnol) des autres villes de la région.

## Démographie
| 1920 | 1930 | 1940 | 1950 | 1960 | 1970 |
| ---- | ---- | ---- | ---- | ---- | ---- |
| 334  | 337  | 286  | 367  | 296  | 254  |

| 1980 | 1990 | 2000 | 2010 | - | - |
| ---- | ---- | ---- | ---- | - | - |
| 236  | 220  | 244  | 193  | - | - |